# 羅曼·巴伯
罗曼·巴伯 MP（1980年8月9日—），加拿大政治人物，自2025年起代表保守党担任加拿大眾議院約克中選區議員。
巴伯于2018年至2022年曾代表安大略進步保守黨担任约克中選區省议会议员，直至2021年1月被進步保守黨党魁兼省长道格·福特開除黨籍。他以独立人士身份任职直至2022年安大略省大选。
他是2022年加拿大保守黨黨魁選舉的候选人。2023年8月，巴伯宣布成为约克中心的联邦保守党候选人，并最终在2025年聯邦大選中赢得该席位。

## 早期生活
巴伯出生于苏联列宁格勒的一个犹太家庭。他的曾祖父母中有两位在1941年敖德薩大屠殺喪生。他八岁时随家人移居以色列，1995年15岁时移民加拿大。
巴伯的家人定居在多伦多巴佛士街和雪柏路地区，他所代表的選區就是该地区。他的职业是律师，曾就读于威廉·里昂·麦肯齐学院和约克大学，之后在西安大略大学获得法学学位。 

## 政治生涯
巴伯在2018年安大略省大选当选为约克中选区的安大略進步保守黨省议员。

### 自闭症报告
2019年4月，省长福特要求巴伯审查政府的自闭症计划。巴伯的报告在与政府的自闭症咨询小组分享后，以匿名形式提供给了《环球邮报》。 2019年7月29日，安大略省政府就最初的计划向自闭症儿童家庭道歉，并承认当年早些时候宣布的自闭症计划变更考虑不周。

### 退出安省進步保守黨
2021年1月15日，省长福特因他反对安大略省在COVID-19疫情期间实施的封锁和限制措施而将他開除黨籍，巴伯在给福特省长的一封公开信中表示，“封锁比COVID更致命”。
作為無黨籍省议员，他放棄在2022年安大略省大选连任。

### 联邦保守党领导候选人
2022年3月9日，巴伯宣布他参加2022年加拿大保守黨黨魁選舉。巴貝爾的竞选纲领是恢复加拿大的民主。受到被省长福特除名的启发，巴伯承诺允许议员凭良心投票，表达个人观点，而不必担心受到影响。他承诺反对魁北克的第21号法案和第96号法案，废除賈斯汀·杜魯多自由黨政府的碳税，逐步取消供应管理等等。9月10日，博勵治在第一轮投票中以68.15%的得票率赢得保守党黨魁职位。巴伯位居第四，获得5.03%的分數和5.4%的选票。

## 選舉歷史
| 年度 | 選舉屆數               | 選區         | 所屬政黨     | 得票數 | 得票率 | 當選標記 | 備註 |
| ---- | ---------------------- | ------------ | ------------ | ------ | ------ | -------- | ---- |
| 2018 | 第四十二屆安大略省大選 | 約克中省選區 | 進步保守黨   | 18,434 | 50.15% |          |      |
| 2025 | 第四十五屆聯邦大選     | 約克中選區   | 加拿大保守黨 | 26,082 | 54.82% |          |      |

| 2022年加拿大保守黨黨魁選舉 | 2022年加拿大保守黨黨魁選舉 | 2022年加拿大保守黨黨魁選舉 | 2022年加拿大保守黨黨魁選舉 | 2022年加拿大保守黨黨魁選舉 |
| 候選人                     | 首輪投票                   | 首輪投票                   | 首輪投票                   | 首輪投票                   |
| 候選人                     | 分數                       | %                          |                            |                            |
| -------------------------- | -------------------------- | -------------------------- | -------------------------- | -------------------------- |
| 博勵治                     | 22,993.42                  | 68.15                      |                            |                            |
| 莊社理                     | 5,421.62                   | 16.07                      |                            |                            |
| 萊斯利·劉易斯              | 3,269.54                   | 9.69                       |                            |                            |
| 羅曼·巴伯                  | 1,696.76                   | 5.83                       |                            |                            |
| 斯科特·艾齊森              | 356.66                     | 1.06                       |                            |                            |
| Total                      | 33,737.99                  | 100.00                     |                            |                            |
| Sources: 保守黨            |                            |                            |                            |                            |